# Jane Atkinson
Jane Victoria Atkinson, FREng (1965) es una ingeniera química inglesa, vicepresidenta senior de Utilities en las Operaciones Utilities, de SembCorp Utilities RU.
En 2004, Jane se unió a Sembcorp, y es responsable de las operaciones día a día de los principales activos de la empresa Wilton Internacional, incluyendo dos centrales eléctricas y una planta de tratamiento de aguas. Su carrera comenzó como estudiante de ingeniería patrocinada por British Steel en 1990. Al término de su primer grado, trabajó como asesora técnica en el Alto Horno de Teesside, antes de pasar a las operaciones, y gestión de la Casa Redcar. Durante su tiempo en la industria del acero, trabajó en muchas de las principales unidades de producción, y pasó cinco años en la empresa en Alabama, EE. UU.
Estudió ingeniería química en la Loughborough University, y en 2011 recibió un doctorado honorario en la administración de negocios por la Teesside University.
Jane se convirtió en la primera mujer, en el mundo, en gestionar un alto horno en 2004 -nave de colada Corus en Redcar- y la segunda mujer, en el mundo, en gestionar un horno de coque.

## Honores
- 2007: CBI la honra como la Ingeniera Británica top
- 2010: la mujer más joven en ser miembro de la Royal Academy of Engineering.[4]
- miembro de IChemE y charteada y designada en el status euroingeniera.[2]